# Mikroregion Železné hory
Mikroregion Železné hory (Mikroregion Eisengebirge) befindet sich in der Region Pardubický kraj, Tschechien.
Die Region wurde am 28. Juni 1999 als Interessengemeinschaft von Gemeinden gegründet, die eine Verbesserung und Entwicklung von Lebens- und Umweltbedingungen, der Industrie, des Verkehrs, der Landwirtschaft und der Erneuerung der ländlichen Landschaft zum Ziel haben. Dabei stehen tourismuswirtschaftliche Aspekte im Zentrum der Bemühungen.
Umgesetzt werden Projekte wie der Ausbau von Fahrradwegen, Nutzung des Kalksteinabbaus in Třemošnice, Kanalisationsausbau in Ronow an der Doubrawa. Zudem wurde im März 2004 eine Studie in Auftrag gegeben, in welcher der Zustand und Chancen der Mikroregion aufgezeigt werden sollen.
Die Mikroregion bietet Wintersport und weitere zahlreiche kulturelle und touristische Veranstaltungen. So befinden sich hier der Naturlehrpfad entlang des Flusses Chrudimka, die Talsperren Seč und Křižanovice, Naturreservat und Urwald Prolom, Naturreservate Hradiště, Slavická obora, sowie das Schloss Nasavrky mit zahlreichen Ausstellungen und Konzertveranstaltungen.

## Mitglieder
Gemeinden: Běstvina, Biskupice, Bousov, Kněžice, Lipovec, Míčov-Sušice, Podhořany u Ronova, Prachovice, Ronov nad Doubravou, Třemošnice, Žlebské Chvalovice.